# Adromischus cristatus

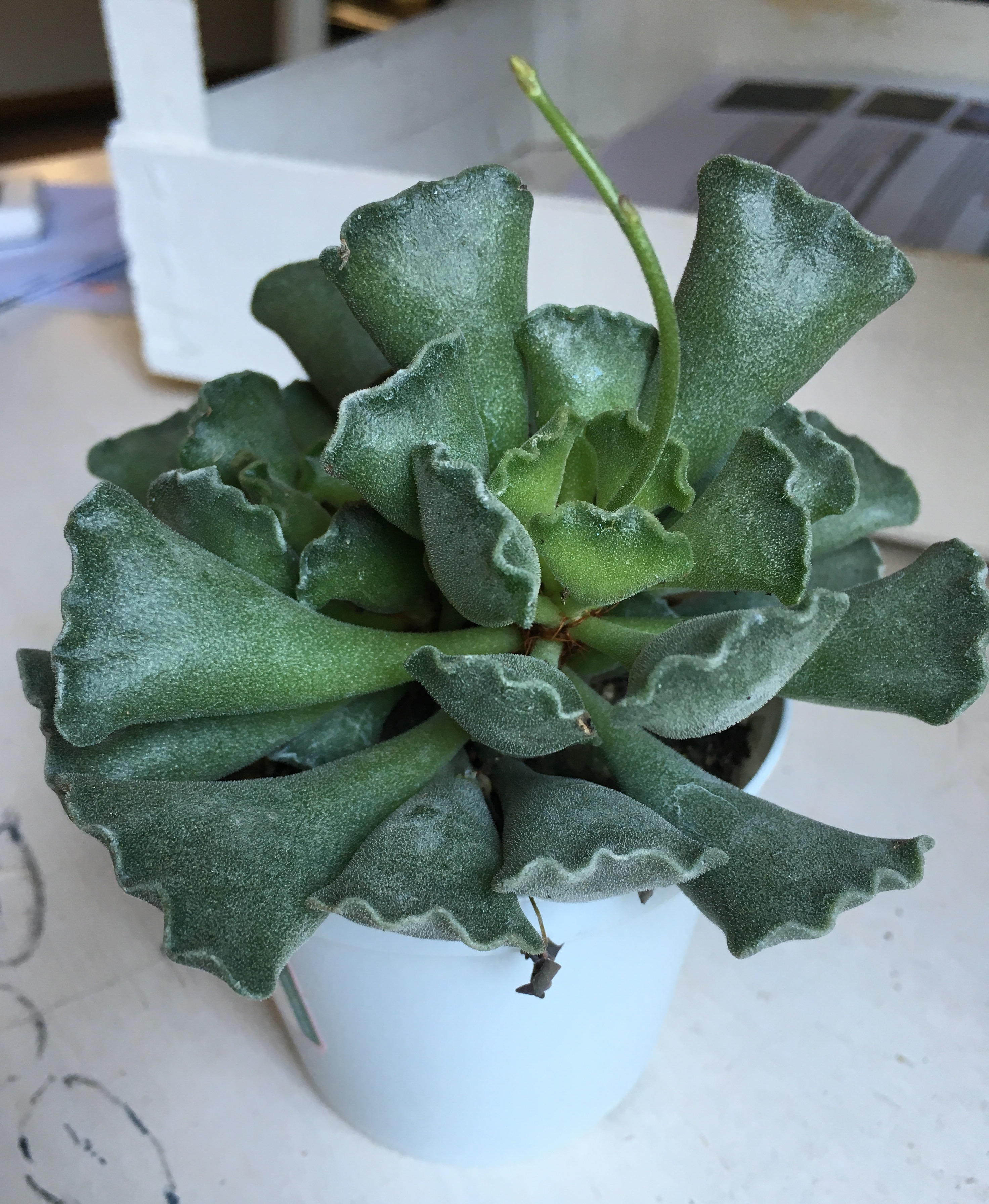
Adromischus cristatus

Adromischus cristatus és una espècie de planta suculenta del gènere Adromischus, que pertany a la família Crassulaceae.

## Taxonomia
Adromischus cristatus va ser descrita per (L.) Charles Antoine Lemaire (Lem.) i publicat a Jard. Fleur. 2(Misc.): 60 1852.